# مسیر پنتوز فسفات

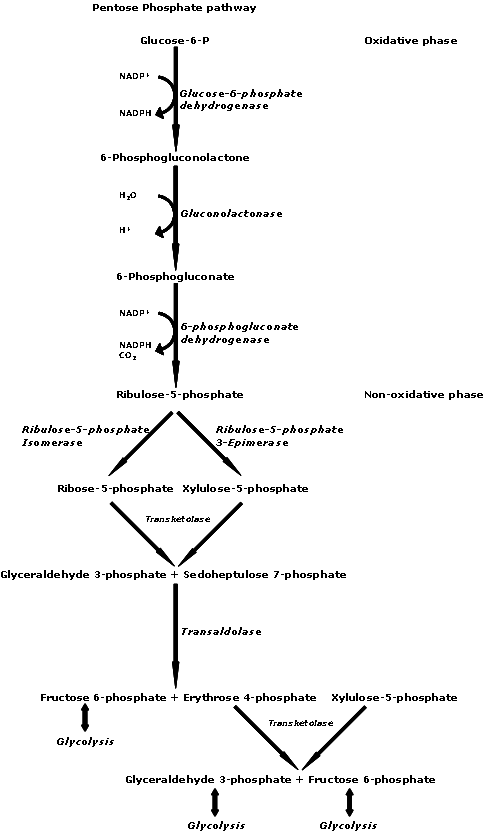
نمایی از مسیر پنتوز فسفات

مسیر پنتوز فسفات که مسیر فسفوگلوکونات و مسیر هگزوز مونوفسفات نیز نامیده شده است، مسیری است که هگزوزها و پنتوزها را به یکدیگر تبدیل می‌کند. این مسیر که در بیشتر اندامگان رخ می‌دهد به عنوان منبع تولید ترکیبات کاهنده (NADPH) و پنتوزها برای فرایندهای بیوسنتز عمل می‌کند.